# Olá (Panamá)
Olá es un corregimiento y ciudad cabecera del distrito del mismo nombre en la provincia de Coclé, República de Panamá. En 2010 tenía una población de 1.419 habitantes.

### Historia
Su cabecera, la cual lleva el mismo nombre, fue fundada el 18 de octubre de 1556 por el gobernador Juan Ruíz de Monjaráz bautizándola como San Lucas de Olá. En ese momento contaba con una población de aproximadamente cien indios convertidos al cristianismo. 
Su historia nos manifiesta que el distrito poseía grandes riquezas como: coronas, campanas y cruces de oro y plata. Del periodo o época colonial todavía se conserva su parroquia y su campana que se considera una de las más grandes y antiguas, entre las existentes en Panamá.

### Geografía
El distrito de Olá es una de las divisiones que conforman la provincia de Coclé, ubicada en la República de Panamá. Se extiende dentro de sus límites con el distrito de La Pintada; desde el Cerro Negro en la división continental, línea recta hasta la unión del río Balencillo con el río Grande; aguas abajo de este río hasta la confluencia de la quebrada La Campana.

### Clima
El distrito cuenta con variaciones climáticas, debido a las distintas elevaciones de su territorio, cuenta con: 

#### Clima tropical de sabana
Con lluvias anuales menores que 2 500 mm, estación seca prolongada, en el invierno del Hemisferio norte; temperatura media del mes más fresco, menor de 18 °C, este clima se da en los corregimientos del Picacho y La Pava. 

#### Clima tropical húmedo
Es un clima predominante en la mayor parte del distrito, principalmente en los corregimientos cabecera y El Copé, se caracteriza por precipitaciones anuales mayores a 2 500 mm; la temperatura media del mes más fresco es mayor a 18 °C, la diferencia entre el mes más fresco y el más cálido es solo de 5 °C. 

#### Clima templado muy húmedo
Es un clima con precipitaciones copiosas todo el año, mayores de 60 mm; la temperatura media del mes más fresco es mayor de 18 °C, al igual que el clima tropical húmedo la diferencia entre el mes más fresco y el más cálido es solo de 5 °C. Este clima tiene mayor presencia en el corregimiento de El Palmar.

### División Político-Administrativa
El distrito presenta una forma oval que se estrecha hacia su parte norte, se considera el más pequeño de la provincia de Coclé, actualmente lo habitan casi seis mil personas distribuidas en cinco corregimientos. 

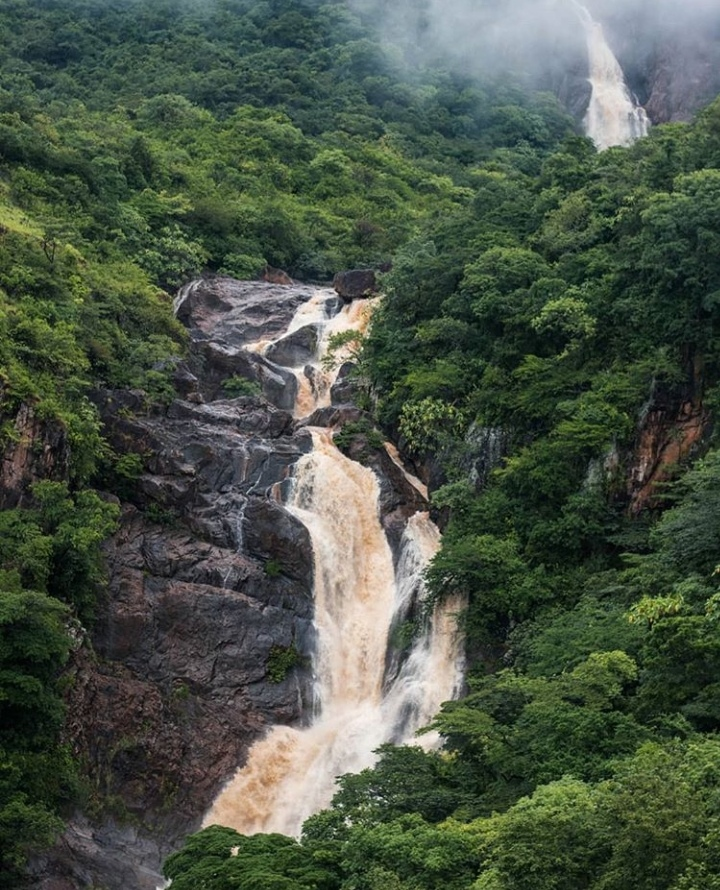
Chorro de Olá

1. El Copé (1 425 habitantes)
2. El Palmar (1 256 habitantes)
3. El Picacho (331 habitantes)
4. La Pava (1 444 habitantes)
5. Olá (1 419 habitantes)Chorro de Olá

### Lugares turísticos
Este distrito cuenta con lugares turísticos muy reconocidos y visitados por un sinnúmero de turistas, tanto internos como extranjeros. 
Entre los lugares más visitados tenemos:

#### El Chorro
Para llegar a este lugar hay que ingresar por la entrada de Olá hasta divisar el centro del pueblo, luego se toma una vía alterna debidamente señalizada para guiar a los turistas.
Para quienes tienen auto, los carros pequeños tienen acceso hasta al menos un kilómetro antes de su destino, mientras que un vehículo tipo pick up llega hasta la entrada del camino.  
La calle está asfaltada hasta cierto punto, luego la vía es de tierra con lomas.

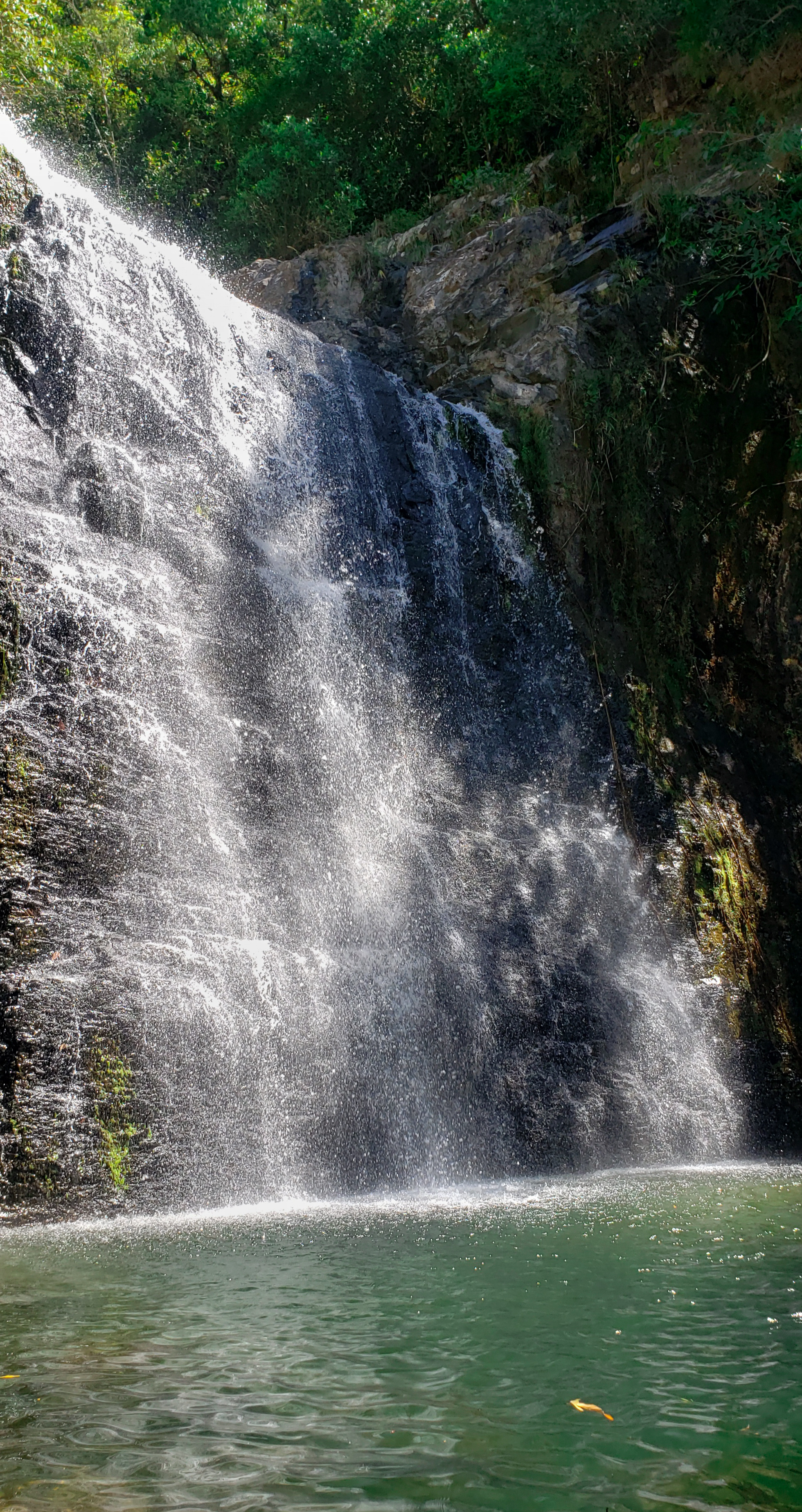
Chorro Las Mesitas

#### Las Mesitas
A tan solo 11 kilómetros en carro desde el centro de Olá se encuentra el lugar de estacionamiento para los vehículos, desde allí da inicio el sendero que se encuentra muy bien señalizado para los turistas.
Es un camino bastante corto y fácil que sigue el cauce del río hasta llegar al destino, se recomienda llevar calzado adecuado pues durante el recorrido se debe atravesar un pequeño río y también se encuentran numerosas rocas por las cuales se debe pasar.

#### Cerro El Picacho
Se debe Ingresar por la entrada de Olá, desde allí son aproximadamente 15 a 20 minutos para llegar al centro de Olá si vas en auto propio.
Luego se continúa el recorrido hasta una finca en donde se debe pedir autorización para el ingreso, en el mismo sitio se permite dejar estacionados los autos. 

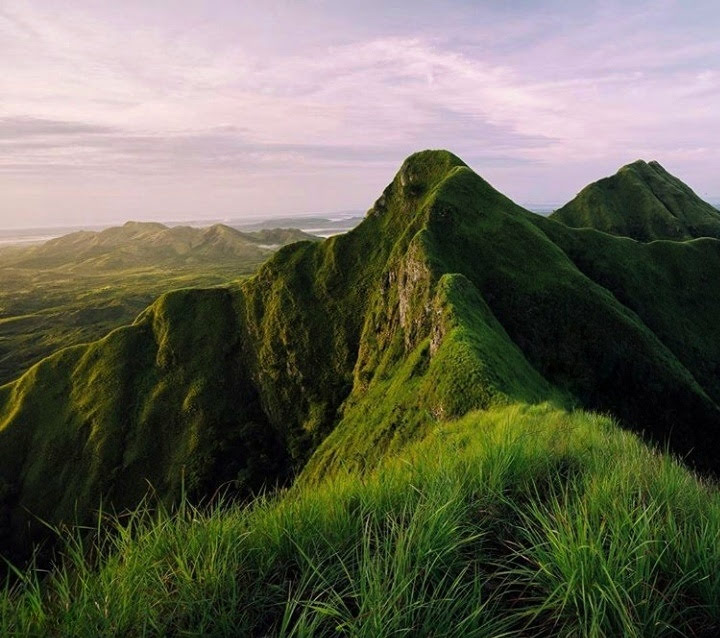
Cerro El Picacho

## Fuente
1. 1 2 3  «Superficie, población y densidad de población en la República según provincia, comarca, distrito y corregimiento». Censos de 1990 a 2010. Instituto Nacional de Estadística y Censo (INEC). Consultado el 27 de octubre de 2014.
2. ↑  «Olá, Panamá». Consultado el 7 de enero de 2014.

- Datos: Q2658323